# Dichiarazione delle cause e della necessità di prendere le armi
La Declaration of the Causes and Necessity of Taking Up Arms (in italiano Dichiarazione delle cause e della necessità di prendere le armi) fu una risoluzione adottata dal Secondo congresso continentale il 6 luglio 1775, che spiega perché le Tredici Colonie avevano imbracciato le armi in quella che sarebbe diventata la Guerra d'indipendenza americana. La Dichiarazione fu scritta da Thomas Jefferson e rivista da John Dickinson.

## Contenuto
La Dichiarazione delle Cause e della Necessità di Prendere le Armi descrive i tentativi del Parlamento britannico, visti dai coloni, di estendere la sua giurisdizione sulle colonie dopo la Guerra dei sette anni. La Dichiarazione elenca le politiche discutibili come la tassazione senza rappresentanza, l'uso esteso dei tribunali della marina militare, i vari Coercive Acts e il Declaratory Act.
Il documento spiega come per dieci anni i coloni abbiano ripetutamente presentato petizioni per ottenere giustizia riguardo ai loro torti, ma le loro richieste vennero ignorate o respinte. Nonostante l'invio di truppe britanniche per far rispettare questi atti incostituzionali, la Dichiarazione sottolinea che i coloni non cercano ancora l'indipendenza dalla madrepatria. Hanno imbracciato le armi:
e le deporranno
Il paragrafo iniziale paragona le colonie a schiave sottomesse con la violenza al potere legislativo della Gran Bretagna, contro la stessa costituzione del regno, e indica questo come motivo per cui le colonie hanno preso le armi: